# モナ・バルテル
モナ・バルテル（Mona Barthel, 1990年7月11日 - ）は、ドイツ・シュレースヴィヒ＝ホルシュタイン州バート・ゼーゲベルク出身の女子プロテニス選手。自己最高ランキングはシングルス23位、ダブルス63位。これまでにWTAツアーでシングルス4勝、ダブルス3勝を挙げている。身長185cm、体重70kg。右利き、バックハンド・ストロークは両手打ち。「バーテル」の表記揺れも多い。

## 来歴
3歳からテニスを始め2009年にプロに転向。
4大大会では2011年全仏オープンで予選を勝ち上がり初出場。1回戦でシビル・バンマーを 6-1, 7-5 で破り初勝利を挙げ、2回戦で第14シードのアナスタシア・パブリュチェンコワに 0-6, 6-7(5) で敗れた。全米オープンでも1回戦で第32シードのマリア・ホセ・マルティネス・サンチェスを 6-3, 6-4 で破り初戦を突破した。
2012年1月のモーリラ・ホバート国際では予選から勝ち上がりツアー初の決勝に進出。決勝ではヤニナ・ウィックマイヤーを 6–1, 6–2 で破りツアー初優勝を果たした。全豪オープンでは1回戦でアン・キオザボング、2回戦で第32シードのペトラ・チェトコフスカを破り4大大会で初めて3回戦に進出した。3回戦では優勝した第3シードのビクトリア・アザレンカに 2-6, 4-6 で敗れた。
地元のポルシェ・テニス・グランプリでは1回戦でアナ・イバノビッチを 7-5, 7-6(4)、2回戦では当時世界ランキング7位のマリオン・バルトリを 6-3, 6-1 で破りベスト8に進出した。準々決勝では世界ランキング1位のビクトリア・アザレンカに 4-6, 7-6(3), 5-7 で敗れた。7月のロンドン五輪に直前欠場したアンドレア・ペトコビッチの代役としてオリンピックに初出場した。シングルス1回戦でポーランドのウルシュラ・ラドワンスカに 4-6, 3-6 で敗れた。
2013年1月のモーリラ・ホバート国際では2年連続で決勝に進出したが、エレーナ・ベスニナに 3–6, 4–6 で敗れ連覇を逃した。2月のGDFスエズ・オープンでもノーシードから決勝に進出し、第1シードのサラ・エラニを 7–5, 7–6(4) で破りツアー2勝目を挙げた。4月のポルシェ・テニス・グランプリではザビーネ・リシキと組んだダブルスで決勝に進出し、ベサニー・マテック＝サンズ&サニア・ミルザ組を 6–4, 7–5 で破りダブルス初優勝を挙げた。
2017年全豪オープンでは予選から勝ち上がり4大大会初の4回戦に進出した。5月のプラハ・オープンでは決勝でクリスティナ・プリスコバを 2–6, 7–5, 6–2 で破り3年ぶりのツアー3勝目を挙げた。

## WTAツアー決勝進出結果

### シングルス: 7回 (4勝3敗)
| 大会グレード                  |
| ----------------------------- |
| グランドスラム (0–0)          |
| WTAファイナルズ (0–0)         |
| プレミア・マンダトリー (0–0)  |
| プレミア5 (0-0)               |
| WTAエリート・トロフィー (0-0) |
| プレミア (1–0)                |
| インターナショナル (3–3)      |

| 結果   | No. | 決勝日         | 大会           | サーフェス    | 対戦相手                 | スコア           |
| ------ | --- | -------------- | -------------- | ------------- | ------------------------ | ---------------- |
| 優勝   | 1.  | 2012年1月14日  | ホバート       | ハード        | ヤニナ・ウィックマイヤー | 6–1, 6–2         |
| 準優勝 | 1.  | 2013年1月12日  | ホバート       | ハード        | エレーナ・ベスニナ       | 3–6, 4–6         |
| 優勝   | 2.  | 2013年2月3日   | パリ           | ハード (室内) | サラ・エラニ             | 7–5, 7–6(4)      |
| 優勝   | 3.  | 2014年7月20日  | ボースタード   | クレー        | シャネル・シェパーズ     | 6–3, 7–6(3)      |
| 準優勝 | 2.  | 2015年7月19日  | ボースタード   | クレー        | ヨハンナ・ラーション     | 3–6, 6–7(2)      |
| 準優勝 | 3.  | 2015年10月25日 | ルクセンブルク | ハード (室内) | 土居美咲                 | 4–6, 7–6(7), 0–6 |
| 優勝   | 4.  | 2017年5月6日   | プラハ         | クレー        | クリスティナ・プリスコバ | 2–6, 7–5, 6–2    |

### ダブルス: 4回 (3勝1敗)
| 結果   | No. | 決勝日         | 大会               | サーフェス    | パートナー                 | 対戦相手                                                  | スコア           |
| ------ | --- | -------------- | ------------------ | ------------- | -------------------------- | --------------------------------------------------------- | ---------------- |
| 優勝   | 1.  | 2013年4月28日  | シュトゥットガルト | クレー        | ザビーネ・リシキ           | ベサニー・マテック＝サンズ サニア・ミルザ                 | 6–4, 7–5         |
| 準優勝 | 1.  | 2014年9月21日  | ソウル             | ハード        | マンディ・ミネラ           | ララ・アルアバレナ イリーナ＝カメリア・ベグ               | 3–6, 3–6         |
| 優勝   | 2.  | 2015年10月25日 | ルクセンブルク     | ハード (室内) | ラウラ・シグムント         | アナベル・メディナ・ガリゲス アランチャ・パラ・サントンハ | 6–2, 7–6(2)      |
| 優勝   | 3.  | 2019年4月28日  | シュトゥットガルト | クレー        | アンナ＝レナ・フリードサム | アナスタシア・パブリュチェンコワ ルーシー・サファロバ     | 2–6, 6–3, [10–6] |

## 4大大会シングルス成績
略語の説明
| W | F | SF | QF | #R | RR | Q# | LQ | A | Z# | PO | G | S | B | NMS | P | NH |

W=優勝, F=準優勝, SF=ベスト4, QF=ベスト8, #R=#回戦敗退, RR=ラウンドロビン敗退, Q#=予選#回戦敗退, LQ=予選敗退, A=大会不参加, Z#=デビスカップ/BJKカップ地域ゾーン, PO=デビスカップ/BJKカッププレーオフ, G=オリンピック金メダル, S=オリンピック銀メダル, B=オリンピック銅メダル, NMS=マスターズシリーズから降格, P=開催延期, NH=開催なし.
| 大会           | 2010 | 2011 | 2012 | 2013 | 2014 | 2015 | 2016 | 2017 | 2018 | 2019 | 2020 | 通算成績 |
| -------------- | ---- | ---- | ---- | ---- | ---- | ---- | ---- | ---- | ---- | ---- | ---- | -------- |
| 全豪オープン   | A    | A    | 3R   | 1R   | 3R   | 2R   | 1R   | 4R   | 2R   | 1R   | LQ   | 9–8      |
| 全仏オープン   | A    | 2R   | 1R   | 1R   | 3R   | 1R   | 1R   | 1R   | 1R   | 1R   |      | 3–9      |
| ウィンブルドン | LQ   | 1R   | 1R   | 2R   | 2R   | 1R   | 2R   | 1R   | 1R   | 1R   |      | 3–8      |
| 全米オープン   | LQ   | 2R   | 1R   | 2R   | 2R   | 3R   | 1R   | 1R   | 1R   | A    |      | 5–8      |